# ساي مارشال
ساي مارشال (بالإنجليزية: Cy Marshall)‏ هو سائق سباق ومهندس أمريكي، ولد في 17 أبريل 1902 في كانساس سيتي في الولايات المتحدة، وتوفي في 20 ديسمبر 1974.

## روابط خارجية
- ساي مارشال على موقع DriverDB.com (الإنجليزية)